# Кущевська (аеродром)
Кущевська — військовий аеродром, розташований на околиці станиці Кущевська в Краснодарському краї.
На ньому дислокується 195-а навчальна авіабаза на різнорідній техніці (Су-27, МіГ-29, L-39). 
Раніше тут базувався 797-й навчальний авіаційний полк в/ч 19104 від Краснодарського вищого військового авіаційного училища. Крім навчання курсантів, громадян Росії, на аеродромі навчали льотчиків з країн, що експлуатують радянську та російську авіаційну техніку.

## Російсько-українська війна
Аеродром використовується для прийому та базування літаків що атакують Україну. Зокрема, в серпні 2022, після успішної атаки на авіабазу «Саки», відмічено переліт військових літаків з кримського аеродрому Бельбек на аеродром Кущевська.
27 квітня 2024 на аеродромі виникла пожежа після масованої атаки БПЛА.

## Авіаційні катастрофи та інциденти
- 14 липня 2003. Під час виконання навчальних польотів у Краснодарському військовому авіаційному інституті сталася авіакатастрофа літака L-39. Об 20:55 майор Андрій Пилипчук та капітан Роман Откопніков виконували політ із метою перевірки інструкторських навичок у навчанні пілотування за приладами. Під час заходу на посадку в районі ближнього приводу аеродрому Кущевська сталося різке зниження літака, після чого льотчики катапультувалися. При катапультуванні обидва пілоти загинули. Літак упав, не долетівши до злітно-посадкової смуги один кілометр, на місці падіння літака жертв та руйнувань немає[5].

- 17 березня 2009. Ввечері навчальний літак L-39 Краснодарського вищого військового училища льотчиків, вилетів з аеродрому Кущевська і розбився за 30 км від станиці Кущевська. 22-річний пілот-інструктор Олександр Зайцев загинув[6][7].

- 3 липня 2015. МіГ-29 ВПС Росії пілотований генералом Олександром Берзаном через технічну несправність (пожежу у двигуні) розбився в безлюдному місці, за 8 кілометрів від аеродрому. Жертв і руйнувань нема, пілот успішно катапультувався[8].